# Croxley (métro de Londres)
Croxleyest une station de la Metropolitan line, du métro de Londres, en zone 7, hors des limites du Grand Londres. Elle est située à Croxley Green dans le Three Rivers, sur le territoire du Comté Hertfordshirec.

## Histoire
La station, alors dénommée Croxley Green, est mise en service le 2 novembre 1925.

## À proximité
- Croxley Green